# Manuel Martínez
Manuel "Manolo" Martínez Gutiérrez (León, 7 de dezembro de 1974) é um atleta espanhol especialista em lançamento de peso. As suas melhores marcas são de 21,47 m ao ar livre e de 21,26 m em pista coberta. Foi campeão mundial indoor em 2003.
Nos Jogos Olímpicos de 2004, em Atenas, Martínez originalmente terminou a prova do arremesso de peso na quarta posição. Em dezembro de 2012, o Comitê Olímpico Internacional desclassificou o campeão da prova, Yuri Bilonoh, da Ucrânia, por doping. Martínez foi realocado para a terceira posição e obteve a medalha de bronze em março de 2013.